# Фёльди, Ласло
Ласло Фёльди (венг. Földy Laszlo, 30 сентября 1934 — 17 февраля 2015) — венгерский и швейцарский игрок в настольный теннис, призёр чемпионатов мира и Европы.

## Биография
Родился в 1934 году в Будапеште. В настольный теннис начал играть с 14 лет, в 1952 году попал в национальную сборную. С 1953 по 1961 годы принял участие в семи чемпионатах мира и двух чемпионатах Европы. На чемпионатах мира стал обладателем двух серебряных и четырёх бронзовых медалей, на чемпионатах Европы — двух золотых и одной бронзовой. В 1955 году женился на Эве Коциан, однако в 1966 году они развелись, а в 1967 году он женился на другой.
В 1969 году эмигрировал в Швейцарию, и на чемпионатах мира 1971—1979 годов выступал в составе сборной Швейцарии, но наград не завоевал. Вплоть до 1980 года был тренером национальной сборной Швейцарии.